# Star Wars - The Old Republic: Alleanza fatale
Star Wars - The Old Republic: Alleanza Fatale (Star Wars - The Old Republic: Fatal Alliance) è un romanzo del 2010 scritto da Sean Williams e facente parte dell'Universo espanso di Guerre stellari. È stato pubblicato in originale dalla Del Rey, etichetta della Random House, il 20 luglio 2010 e tradotto in italiano nel 2011 da Multiplayer.it Edizioni. Il libro è il terzo della serie The Old Republic, ispirata al videogioco MMORPG Star Wars: The Old Republic, e ambientata nel periodo della Vecchia Repubblica, 3611 anni prima degli eventi del film La minaccia fantasma.